# Santa Llúcia de Renau
Santa Llúcia de Renau és una església al municipi de Renau (Tarragonès) protegit com a bé cultural d'interès local.S'hi conserva una imatge de la Mare de Déu del Lloret, reproducció de la talla gòtica provinent del Santuari de Mare de Déu del Lloret. La pintura de l'interior sembla l'original. S'hi conserva una creu processional de plata (potser la documentada a Peralta el 1677) del segle XVI-XVII. La primera capella del costat de l'epístola guarda una Mare de Déu del Roser del segle XVI-XVII, utilitzada per portar en processó.
Aquesta església té una nau i dues capelles laterals. La central està coberta amb volta de canó (amb arcs torals i llunetes) que recolza sobre una cornisa clàssica, trencada només al fons del presbiteri (que ocupava, fins al 1936, un retaule de Bonifàs) poligonal, cobert amb volta de quart d'esfera amb llunetes. Als peus de la nau hi ha un cor elevat sobre un arc escarser. La façana, molt simple, està centrada per una porta amb llinda, una petita rosassa i un ull de bou. Al costat esquerre, s'alça el petit campanar, quadrangular, potser posterior (1858 ?).
L'actual església de Renau (1749-1756), substituí una d'anterior, que no se sap si era al mateix indret. Un acord de 1746, per fer l'església més gran, fa pensar que l'edifici actual podria ser una ampliació del vell. A les despeses de l'obra, hi contribuïren els veïns i el senyor comanador. Abans de 1936, l'església de Renau tenia un retaule major (1768-71), dedicat a Santa Llúcia, obra de Francesc Bonifàs, i tres més laterals -del Roser (1790), de Sant Cristòfor i Sant Isidre (1768-71) i de la Puríssima (segle xviii)- del mateix autor. Un altre altar lateral -amb les Ànimes del Purgatori i de la Mare de Déu del Carme (1768)- era obra de Josep Valls de Tarragona.